# 上川内駅
上川内駅（かみせんだいえき）は、鹿児島県薩摩川内市御陵下町にある肥薩おれんじ鉄道線の駅である。駅番号はOR27。

## 歴史

### 年表
- 1922年（大正11年）7月1日：鉄道省川内線の駅として開設[2]。
- 1927年（昭和2年）10月17日：湯浦駅 - 水俣駅間が開業し、八代駅 - 川内駅 - 鹿児島駅間が鹿児島本線に編入される。
- 1949年（昭和24年）6月1日：公共企業体である日本国有鉄道が発足。
- 1952年（昭和27年）3月25日：鉄筋コンクリート造の駅舎に改築[3]。
- 1961年（昭和36年）9月1日：貨物取扱廃止[1]。
- 1970年（昭和45年）8月21日：荷物扱い廃止[1][4]。CTC導入に伴い駅員無配置駅となる[5]（簡易委託駅化）。上川内駅長が廃止され、川内駅の被管理駅になる。
- 1978年（昭和53年）3月：駅舎改装[6]。
- 1983年（昭和58年）3月14日：簡易委託解除に伴い無人駅化。
- 1987年（昭和62年）4月1日：国鉄分割民営化により九州旅客鉄道（JR九州）に継承[1]。
- 2004年（平成16年）3月13日：九州新幹線開業に伴い、肥薩おれんじ鉄道に移管[7]。
- 2012年（平成24年）3月17日：当駅折返し列車が消滅。
- 2019年（令和元年）10月1日：駅ナンバリング導入に伴い駅名標を更新。英語表記を「Kami Sendai」から「Kami-Sendai」に変更。

### 駅名の由来
川内駅や川内川上部（北側、北岸）に設けられたことが由来。
古くはこちらが「川内」であり、川内駅のある川内川南岸は「川外」と呼ばれていたという。

## 駅構造
相対式ホーム2面2線を有する地上駅。鉄筋コンクリート製の駅舎がある。近隣に県下有数のマンモス校である鹿児島県立川内高等学校があり、朝夕は通学生で大変混雑したため、朝夕ラッシュ時を中心に当駅から西鹿児島駅（現・鹿児島中央駅）方面への折返し列車が多数運行されていた。
1952年に建築された比較的大きな駅舎が建っており、有人駅時代は駅長事務室と鉄道小荷物窓口、出札窓口が設けられていたが1970年8月に駅員無配置化（簡易委託化）された後、1983年3月に完全無人駅化され、以降は小荷物窓口や出札窓口は大型掲示板等で封鎖されている。当駅を乗降する一般利用者や通学生が多かったことから完全無人化後もJR九州へ移管された際に、改札口に隣接している小さな部屋に「JR券発売コーナー」と称した簡易（臨時）出札窓口を設け、平日と土曜のみ駅係員1名が隣の川内駅より助勤扱いで派遣されていた。有人時間帯は改札口には簡易ボード式の発車時刻表が設置され、窓口では休日祝日と夏休み、冬休み、春休み等の休校日を除いた平日朝夕（土曜日は朝から昼まで）に限り、駅係員が定期券、常備券、補充券を手売りで発売していたが、2004年3月13日の肥薩おれんじ鉄道への経営移管後は行われていない。経営移管以降は発車時刻表は撤去され、窓口も閉鎖された。元の駅長事務室跡には電気治療院が入居し、実質的な駅舎管理を行っていたが、管理者死去に伴い電気治療院は2018年に閉鎖され、それ以降は空家状態になっている。また、臨時窓口だった部屋は肥薩おれんじ鉄道社員の待機所（休憩所）として使用されている。
当駅と川内駅の間には約250 mの長さの川内川橋梁が存在するため、台風などの悪天候や自然災害発生時は川内方面列車は当駅で折り返し運転をすることがある。その場合は臨時に駅係員が配置される。
近隣に新田神社があるため、JR九州時代の当駅の駅名標には新田神社の鳥居を模したオブジェを用いたユニークな駅名標が使用されていたが、肥薩おれんじ鉄道に移管されホームが嵩上げされた際に撤去された。

### のりば
| のりば | 路線                | 方向 | 行先                   | 備考                 |
| ------ | ------------------- | ---- | ---------------------- | -------------------- |
| 1      | ■肥薩おれんじ鉄道線 | 上り | 阿久根・出水・水俣方面 |                      |
| 1      | ■肥薩おれんじ鉄道線 | 下り | 川内方面               | 原則としてこのホーム |
| 2      | ■肥薩おれんじ鉄道線 | 下り | 川内方面               | 一部列車のみ         |

## 利用状況
2019年度の1日平均乗車人員は107人である。
| 年度 | 1日平均 乗車人員 | 1日平均 乗降人員 |
| ---- | ---------------- | ---------------- |
| 2007 | 150              | 305              |
| 2008 | 142              | 290              |
| 2009 | 146              | 296              |
| 2010 | 136              | 277              |
| 2011 | 123              | 250              |
| 2012 | 112              | 229              |
| 2013 | 126              | 257              |
| 2014 | 149              | 301              |
| 2015 | 134              | 273              |
| 2016 | 134              | 269              |
| 2017 | 129              | 264              |
| 2018 | 126              | 257              |
| 2019 | 107              | 219              |

## 駅周辺
- 鹿児島県立川内高等学校
- 上川内郵便局
- 新田神社
- 鹿児島交通川内営業所
- ニシムタ上川内店 - ガラッパークSENDAI跡に開業した。
- 京セラ鹿児島川内工場
- 川内職業能力開発短期大学校
- ドン・キホーテ 薩摩川内店
- 国道3号

## 隣の駅
肥薩おれんじ鉄道
■肥薩おれんじ鉄道線
草道駅（OR26） - 上川内駅（OR27） - 川内駅（OR28）